# Den polska politiska krisen 1968

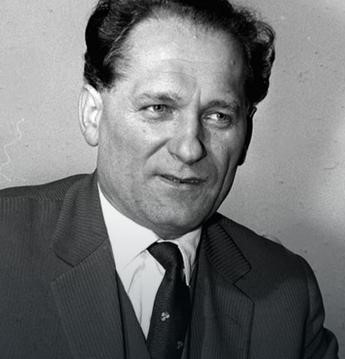
General Mieczysław Moczar som ledde den antisemitiska kampanjen 1968.

Den polska politiska krisen 1968, inom Polen även känd som Mars 1968, Studenternas Marsch eller Marshändelserna (polska: Marzec 1968; studencki Marzec; wydarzenia marcowe), var en serie stora protester mot det styrande polska förenade arbetarpartiet (PZPR). Krisen ledde till att säkerhetsstyrkor sattes in i alla större akademiska centra i Polen för att undertrycka de pågående studentstrejkerna. Den resulterade också i en av partiet orkestrerad anti-sionistisk kampanj initierad 1967 efter Israels seger i sexdagarskriget, som sammankopplade landets problem och protester med den judiska minoriteten (cirka 25 000–30 000 personer) i landet. Den 19 mars 1968 höll den förste partisekreteraren Władysław Gomułka ett tv-sänt tal där han beskyllde judarna för oroligheterna och uppmanade dem att lämna Polen.
Den antisionistiska kampanjen som snabbt övergick till antisemitism genomfördes av inrikesministern, general Mieczysław Moczar, med Władysław Gomułkas stöd, och resulterade i en massutvandring. Protesterna överlappade med händelserna under Pragvåren i grannlandet Tjeckoslovakien, något som väckte nya förhoppningar om demokratiska reformer fram till Warszawapaktens invasion av Tjeckoslovakien den 20 augusti 1968.
Den "antisionistiska kampanjen" började 1967 och genomfördes i samband med att Sovjetunionen klippte alla diplomatiska förbindelser med Israel efter sexdagarskriget, men speglade också en maktkamp inom PZPR. De efterföljande utrensningarna inom det styrande partiet, ledda av Moczars fraktion, misslyckades med att störta Gomułkas regering och resulterade istället i att tusentals kommunister av judisk härkomst tvingades i exil från Polen, inklusive yrkesmän, partitjänstemän och hemliga polisfunktionärer som utsetts av Josef Stalin efter andra världskriget.
Minst 13 000 polacker av judiskt ursprung emigrerade 1968–1972 till följd av att de blivit avskedade från sina positioner och olika andra former av trakasserier. Av dessa kom omkring 3 000 personer att tas emot och ges asyl i Sverige, vilket bland annat berodde på intensiva insatser av den svenske ambassadören i Warszawa Erik Kronvall för att Sverige skulle ge visum till de judar som sökte visum från Polen.

## Konsekvenser

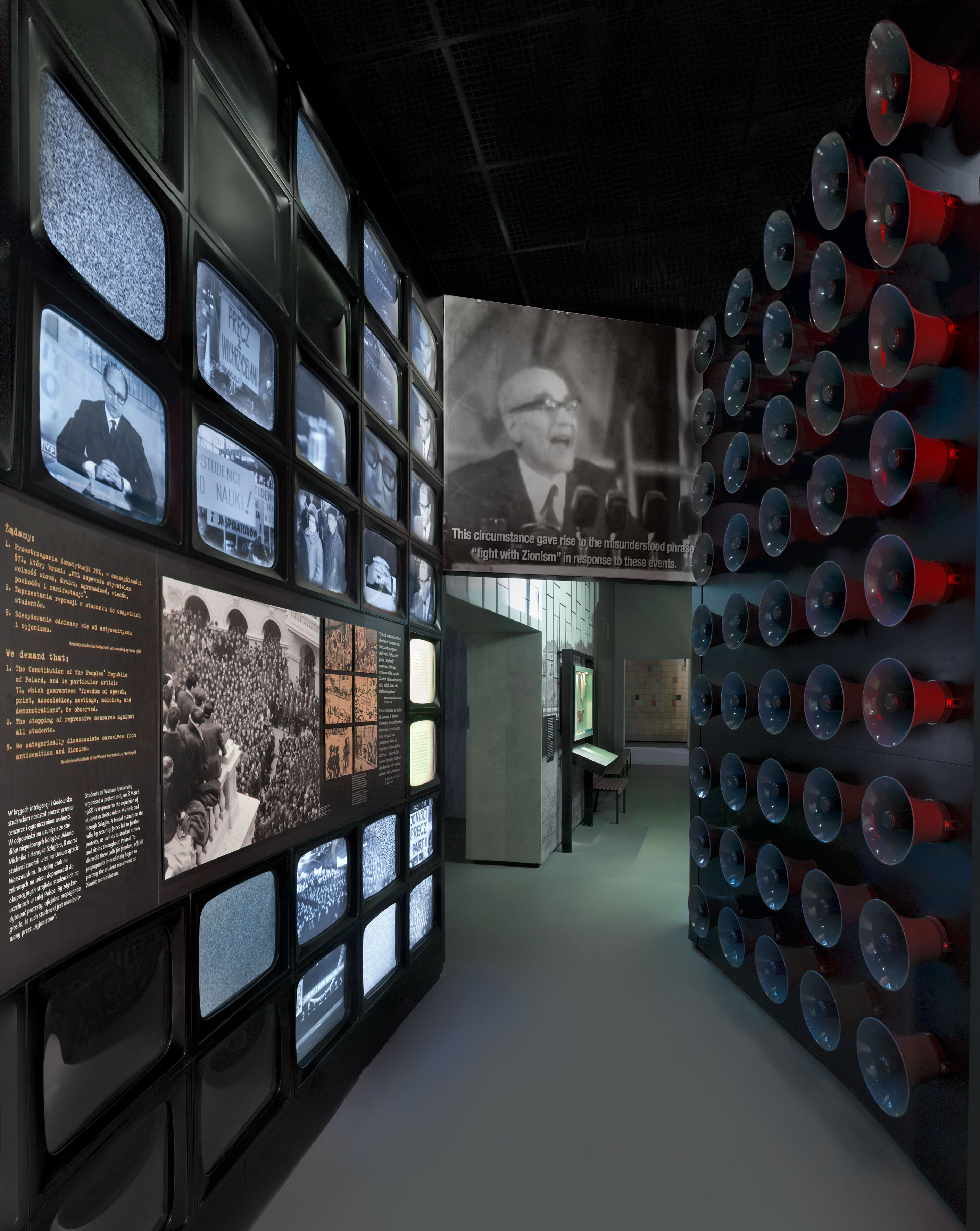
Del av en permanent utställning tillägnad marshändelserna på Museet för de polska judarnas historia Polin i Warszawa.

Efter kommuniststyrets fall utfärdade Sejmen 1998 ett officiellt fördömande av de antisemitiska händelserna i mars 1968. På 30-årsdagen av exlipolackernas avresa placerades en minnestavla vid tågstationen Warszawa Gdańska, från vilken många av de förvisade tog tåget mot Wien.
I mars 2018 bad Polens president Andrzej Duda om förlåtelse från de drabbade och deras familjer, samtidigt som han menade att hans generation inte var ansvarig för den tidigare kommunistiska administrationens handlingar. Dudas distinktion mellan den tidigare polska regeringen och polska medborgare som han ansåg som oskyldiga blev ämne för kritik. Dudas uttalande kritiserades även för att spela på judiska stereotyper.